# Plänitz-Leddin
Plänitz-Leddin ist ein Ortsteil der Stadt Neustadt (Dosse) im Landkreis Ostprignitz-Ruppin in Brandenburg. Er besteht aus den bewohnten Gemeindeteilen Plänitz und Leddin.
Der Ort liegt nordwestlich der Kernstadt Neustadt (Dosse) an der Kreisstraße 6816. Die Jäglitz fließt durch den Ortsteil hindurch. Nördlich und östlich erstreckt sich das rund 458 ha große Naturschutzgebiet Bärenbusch.

## Geschichte

### Eingemeindungen
Am 1. Januar 1969 wurde die Gemeinde Plänitz-Leddin aus dem Zusammenschluss der beiden namengebenden Orte gebildet. Plänitz-Leddin wurde am 31. Dezember 2001 nach Neustadt (Dosse) eingemeindet und ist seitdem ein Ortsteil der Stadt.

## Sehenswürdigkeiten

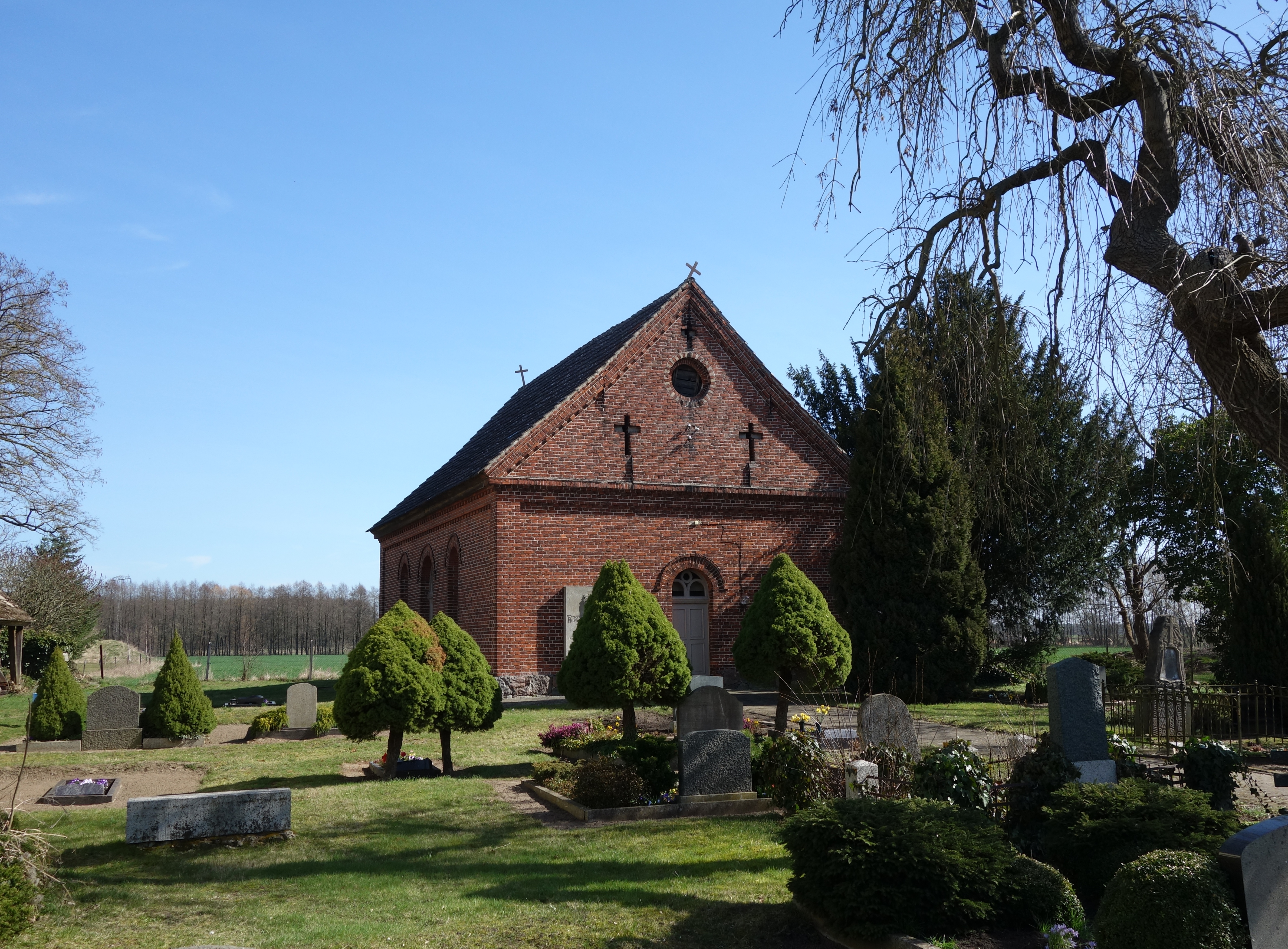
Dorfkirche Leddin (2017)

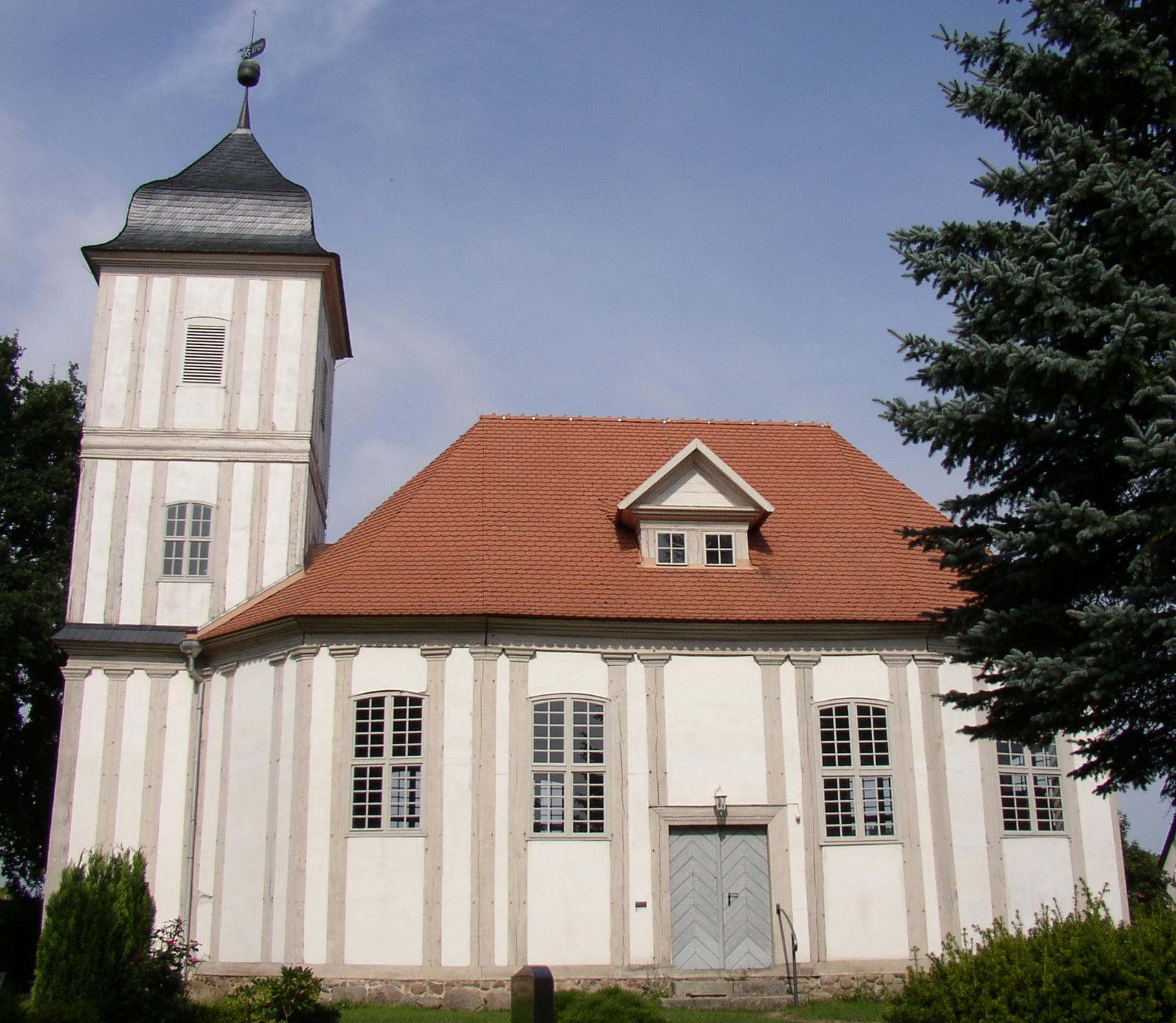
Dorfkirche Plänitz (2008)

- In der Liste der Baudenkmale in Neustadt (Dosse) sind für Leddin zwei Baudenkmale aufgeführt, darunter die evangelische Dorfkirche. Der neuromanische Bau aus Backstein wurde 1872 erbaut.[1]
- In der Liste der Baudenkmale in Neustadt (Dosse) sind für Plänitz vier Baudenkmale aufgeführt, darunter die evangelische Dorfkirche. Der Fachwerkbau mit polygonalem Grundriss stammt aus dem Jahr 1709.